# Blake Snell
Blake Ashton Snell, född den 4 december 1992 i Seattle i Washington, är en amerikansk professionell basebollspelare som spelar för San Francisco Giants i Major League Baseball (MLB). Snell är vänsterhänt pitcher.
Snell har tidigare spelat för Tampa Bay Rays och San Diego Padres. Han har tagits ut till MLB:s all star-match en gång och till All-MLB First Team en gång samt vunnit två Cy Young Awards.

## Karriär

### Major League Baseball

#### Tampa Bay Rays
Snell draftades 2011 av Tampa Bay Rays som 52:a spelare totalt direkt från high school. Efter några år i farmarligorna debuterade han i MLB för Rays den 23 april 2016. Under debutsäsongen var han 6–8 (sex vinster och åtta förluster) med en earned run average (ERA) på 3,54 på 19 starter. Året efter föll han tillbaka något och var 5–7 med en ERA på 4,04 på 24 starter.
Snell hade därefter en fantastisk säsong 2018. I juli togs han ut till sin första all star-match som ersättare för den skadade Corey Kluber och när säsongen var över var han 21–5 med en ERA så låg som 1,89 på 31 starter. Antalet vinster var flest i hela MLB och hans ERA var lägst i American League (AL) och näst bäst i MLB efter Jacob deGroms 1,70 för New York Mets i National League (NL). Även Snells 5,58 hits per 9 innings pitched och 0,178 i motståndarnas slaggenomsnitt var bäst i hela MLB. Vidare var han näst bäst i AL i walks + hits per inning pitched (WHIP) med 0,97 och i vinstprocent med 0,808 samt tredje bäst i homeruns per 9 innings pitched med 0,80. Han belönades med AL:s Cy Young Award, priset till ligans bästa pitcher. Bara en Rays-pitcher, David Price, hade tidigare fått priset.
Snell lyckades inte bibehålla formen 2019 utan var 6–8 med en ERA på 4,29 på 23 starter. Under den av covid-19-pandemin förkortade säsongen 2020 förbättrades hans spel och han var 4–2 med en ERA på 3,24 på elva starter. I slutspelet gick Rays hela vägen till World Series, där Los Angeles Dodgers stod för motståndet. Snell startade match två, som Tampa Bay vann med 6–4. Han hade nio strikeouts på bara 4,2 inningar och blev därmed den första pitchern i World Series historia att göra nio strikeouts på mindre än fem inningar samtidigt som han blev den tredje pitchern i World Series historia efter National Baseball Hall of Fame-medlemmarna Sandy Koufax och Bob Gibson att göra minst två strikeouts i fyra raka inningar. Nio strikeouts i en World Series-match var också ett nytt klubbrekord för Rays. Snell startade även match sex och pitchade utmärkt, men trots det byttes han ut relativt tidigt, efter bara 5,1 inningar, av tränaren Kevin Cash. Ställningen var då 1–0 till Rays. Det beslutet fick Cash ångra när Dodgers omedelbart vände på matchen mot Snells ersättare Nick Anderson. Dodgers vann matchen med 3–1, och därmed hela World Series med 4–2 i matcher.
Efter säsongen trejdade Rays Snell till San Diego Padres i utbyte mot Francisco Mejía, Luis Patiño, Cole Wilcox och Blake Hunt.

#### San Diego Padres
Snell tog ett steg tillbaka under den första säsongen för Padres. Framför allt den första dryga halvan av säsongen var inte bra; efter en förlust den 28 juli var hans ERA hela 5,44. Därefter pitchade han något bättre och var till slut 7–6 med en ERA på 4,20 på 27 starter. Han missade de sista två veckorna av säsongen med en ljumskskada.
Snells ljumskproblem fortsatte 2022 och han kunde inte spela sin första match för säsongen förrän den 18 maj. Återigen spelade han dåligt inledningsvis; Padres förlorade de första sju matcherna som Snell startade och efter den sjunde starten var han 0–5 med en ERA på 5,60. Precis som föregående säsong lyckades han dock höja sitt spel och var vid grundseriens slut 8–10 med en ERA på 3,38 på 24 starter. Padres gick i slutspelet till finalen i NL, National League Championship Series (NLCS), där man åkte ut mot Philadelphia Phillies. Snell var under slutspelet 2–0 med en ERA på 4,61 på tre starter.
Snell återvände 2023 till 2018 års form och hade en mycket bra säsong. Särskilt kan nämnas att han under de sista 23 starterna under säsongen hade en ERA på bara 1,20, en närmast unikt låg siffra under en så lång sammanhållen period. När säsongen summerades var han 14–9 med en ERA på 2,25 på 32 starter. Han var bäst i hela MLB i ERA, hits per 9 innings pitched (5,75) och motståndarnas slaggenomsnitt (0,181), men å andra sidan hade han flest walks i MLB (99). Snell blev därmed den första pitchern i NL eller AL sedan 1913, då "förtjänta" poäng (earned runs) började protokollföras i båda ligorna, att både ha lägst ERA och flest walks i MLB. Hans 234 strikeouts var näst flest i NL och det var även hans 11,70 strikeouts per 9 innings pitched. Hans 0,75 homeruns per 9 innings pitched var näst bäst i NL. Efter säsongen tackade han nej till ett kontraktsförslag från Padres värt 20,325 miljoner dollar och valde i stället att bli free agent. Dagen efter erhöll han för andra gången under karriären Cy Young Award, denna gång som bästa pitcher i NL. Han vann priset överlägset och blev den sjunde pitchern att vinna priset i både AL och NL.

#### San Francisco Giants
I slutet av mars 2024, med bara ett par veckor kvar till säsongspremiären, skrev Snell på ett tvåårskontrakt med San Francisco Giants värt 62 miljoner dollar. Kontraktet innehöll en möjlighet för honom att bryta det efter en säsong.